# Diaprochaeta obscura
Diaprochaeta obscura är en tvåvingeart som beskrevs av Louis-Paul Mesnil 1970. Diaprochaeta obscura ingår i släktet Diaprochaeta och familjen parasitflugor.
Artens utbredningsområde är Madagaskar. Inga underarter finns listade i Catalogue of Life.